# پروتئین تک‌یاخته
پروتئین تک‌یاخته یا پروتئین تک‌سلولی یا پروتئین میکروبی (به انگلیسی: Single-cell protein) (مخفف انگلیسی: SCP) به میکروب‌های تک‌سلولی خوراکی اشاره دارند. زیست‌توده یا پروتئین استخراج‌شده از کشت خالص یا مخلوط جلبک‌ها، مخمرها، قارچ‌ها و یا باکتری‌ها ممکن است به عنوان یک جزء یا جایگزین غذاهای سرشار از پروتئین استفاده شود و برای مصرف انسان یا به‌عنوان خوراک‌دام مناسب است.
کشاورزی صنعتی با ردپای آب انبوه، استفاده بسیار از زمین‌ها، ازمیان‌بردن تنوع زیستی، تخریب محیط زیست عمومی عجین شده‌است و با انتشار یک‌سوم از همه گازهای گلخانه‌ای باعث تغییرات آب‌وهوایی می‌شود. تولید SCP هیچ‌یک از این اشکالات جدی را نشان نمی‌دهد. امروزه، SCP معمولاً در پسماندهای کشاورزی رشد می‌کند، و به این ترتیب جانشین ردپای بوم‌شناختی و ردپای آب کشاورزی صنعتی می‌گردد. با این حال، SCP همچنین ممکن است از راه رشد اتوتروف و کاملاً مستقل از پسماندهای کشاورزی تولید شود. به لطف تنوع بالای متابولیسم میکروبی، SCP اتوتروف چندین حالت مختلف از رشد، گزینه‌های متنوع بازیافت موادمغذی و افزایش بازدهی قابل‌توجهی را در مقایسه با محصولات زراعی فراهم می‌کند.
فرایند پروتئین تک‌یاخته در سطح پایه در دانش میکروبیولوژی و در سطح کاربردی در دانش زیست‌فناوری مطالعه می‌شود.
با رسیدن جمعیت جهان تا سال ۲۰۵۰ به ۹ میلیارد نفر، شواهد قوی وجود دارد مبنی بر این‌که کشاورزی توانایی پاسخگویی به تقاضا را نخواهد داشت و خطر جدی کمبود موادغذایی وجود دارد. SCP اتوتروف بیانگر گزینه‌هایی از تولید انبوه موادغذایی بدون خطر است که حتی در شرایط جوی سخت می‌تواند موادغذایی تولید کند.

## تاریخچه
در سال ۱۷۸۱، فرایندهای تهیه اشکال بسیار غلیظ از مخمر شروع شد. پژوهش‌ها در مورد فناوری پروتئین تک‌یاخته از قرن پیشین آغاز شد که مکس دلبروک و همکارانش به ارزش بالای مخمر آبجوی مازاد به عنوان یک مکمل تغذیه‌ای برای دام پی‌بردند. در طول جنگ جهانی اول و جنگ جهانی دوم، مخمر-SCP در مقیاس گسترده‌ای در آلمان برای مقابله با کمبود مواد غذایی در طول جنگ به‌کار گرفته شد. به‌طورکلی اختراع تولید SCP غالباً نقاط عطفی در زیست‌فناوری بود: برای مثال، در سال ۱۹۱۹، سَک در دانمارک و هایدُوک در آلمان روشی به نام "Zulaufverfahren" اختراع کردند (fed-batch) که در آن محلول قند به‌طور پیوسته در سوسپانسیون مخمر با هوا تغذیه می‌شد، به‌جای استفاده از اضافه‌کردن مخمر به محلول قند رقیق‌شده (batch). در دوره پس از جنگ، سازمان غذا و کشاورزی سازمان ملل متحد (FAO) بر مشکلات گرسنگی و سوء تغذیه جهان در سال ۱۹۶۰ تأکید کرد، مفهوم شکاف پروتئینی را معرفی کرد و نشان داد که ۲۵٪ از مردم جهان در رژیم غذایی خود کمبود پروتئین دارند. همچنین این ترس وجود داشت که تولید کشاورزی نتواند پاسخ‌گوی تقاضاهای فزاینده غذای بشر باشد. در اواسط دهه ۱۹۶۰، اتحاد جماهیر شوروی تنها در سال ۱۹۷۰ حدود ۹۰۰٬۰۰۰ تن مخمر موادغذایی و مخمر علوفه تولید می‌کرد و تقریباً یک‌چهارم یک میلیون تن مخمر غذایی در دیگر مناطق جهان تولید می‌شد.
در دهه ۱۹۶۰، پژوهشگران بریتیش پترولیوم آنچه را «پروتئین از نفت» می‌نامیدند توسعه دادند: یک فناوری تولید پروتئین تک‌یاخته توسط مخمرهای تغذیه‌شده با پارافین‌های مومی، که محصول جانبی پالایشگاه‌های نفت می‌باشد. کار پژوهشی اولیه توسط آلفرد شامپاینیا در پالایشگاه نفت لاورا بریتیش پترولیوم در فرانسه انجام شد. یک کارخانه آزمایشی کوچک در آنجا فعالیت خود را در مارس ۱۹۶۳ آغاز کرد و ساخت کارخانه آزمایشی دوم، در پالایشگاه نفت گرنجمث در انگلیس، تصویب شد.
اصطلاح SCP در سال ۱۹۶۶ توسط کرول ویلسون از مؤسسه فناوری ماساچوست (MIT) ابداع شد.
ایده «غذا از نفت» در دهه ۱۹۷۰ کاملاً رواج پیدا کرد، و در سال ۱۹۷۶ جایزه علمی یونسکو به شامپاینیا اعطا شد، و تأسیسات مخمر تغذیه‌شده با پارافین در تعدادی از کشورها ساخته شد. اولین استفاده از این محصول به عنوان خوراک مرغ و خوراک دام بود.
اتحاد جماهیر شوروی علاقه‌مند به کارخانه‌های بزرگ BVK (belkovo-vitamininny kontsentrat، یعنی "کنسانتره پروتئین ویتامین") بود و آن را در کنار پالایشگاه‌های نفتی خود در کستوفو (۱۹۷۳) و کیریشی (۱۹۷۴) افتتاح کرد. وزارت صنایع میکروبیولوژیکی اتحاد جماهیر شوروی تا سال ۱۹۸۹ هشت کارخانه از این گونه داشت. با این حال، به دلیل نگرانی از سمیت آلکان‌ها (پارافین) در SCP و تحت فشار جنبش‌های محیط زیست، دولت تصمیم گرفت آن‌ها را ببندد، یا به برخی دیگر از فرایندهای میکروبیولوژیکی تبدیل کند. البته امروزه از متانول جهت تولید SCP استفاده می‌شود که فاقد معایب پارافین است.
کورن، طیف وسیعی از شبه‌گوشت گیاهخواری است که از میکوپروتئین قارچ فوزاریوم ونناتوم ساخته‌شده و در اروپا و آمریکای شمالی فروخته شده‌است.
گونه دیگری از مشابه گوشتی مبتنی بر پروتئین تک‌یاخته (که از قارچ استفاده نشده، بلکه از باکتری‌ها استفاده می‌شود) کَلیستا است.

## فرایند تولید
پروتئین‌های تک‌یاخته هنگامی گسترش می‌یابند که میکروب‌ها پسماندها را تخمیر می‌کنند (از جمله چوب، کاه، کنسرو و پسماند موادغذایی، پسماندهای حاصل از تولید الکل و مشروب، هیدروکربن‌ها، یا مدفوع انسان و جانوران). مشکل استخراج پروتئین‌های تک‌یاخته از پسماندها، رقیق‌سازی و هزینه آن است. آن‌ها در غلظت‌های بسیار کم، معمولاً کمتر از ۵٪ یافت می‌شوند. مهندسان روش‌هایی برای افزایش غلظت‌ها از جمله سانتریفیوژ، شناورسازی، ته‌نشینی، لخته‌سازی و غربال‌گری یا استفاده از غشاهای نیمه‌تراوا را توسعه داده‌اند.
پروتئین تک‌یاخته باید برای ذخیره‌سازی به مقدار تقریباً ۱۰٪ رطوبت کم‌آب شود (دهیدراتاسیون) یا برای انبارکردن و جلوگیری از فساد اسیدی شود. روش‌های افزایش غلظت به میزان کافی و فرایند کم‌آب‌کردن نیاز به تجهیزاتی دارد که گران هستند و همیشه برای سطوح کوچک مقرون به‌صرفه نیستند. از نظر اقتصادی معقول است که محصول را به صورت محلی و به زودی پس از تولید آن مصرف کنید.

## میکروارگانیسم‌ها
میکروب‌های به کار رفته شامل:
- مخمر
  - ساکارومایسس سرویزیه
  - پیکیا پاستوریس
  - Candida utilis
  - Torulopsis corallina
  - ژئوتریکوم کاندیدوم
- قارچ‌ها (میکوپروتئین)
  - Aspergillus oryzae
  - Fusarium venenatum
  - Sclerotium rolfsii
  - Polyporus
  - Trichoderma
  - اسکیتالیدیوم اسیدوفیلوم[۲۴]
- باکتری‌ها
  - Rhodobacter capsulatus[۲۳]
- جلبک‌ها
  - اسپیرولینا (مکمل رژیم غذایی)
  - کلرلا[۲۵]

## مزایا
تولید گسترده زیست‌توده میکروبی نسبت به روش‌های سنتی تولید پروتئین برای موادغذایی یا خوراک دام مزایای بسیاری دارد.
1. میکروب‌ها نرخ رشد بسیار بالاتری دارند (جلبک‌ها: ۲–۶ ساعت، مخمر: ۱–۳ ساعت، باکتری‌ها: ۰٫۵–۲ ساعت). همچنین این امکان را فراهم می‌کند که نژادهایی با عملکرد بالا و ترکیب موادغذایی خوب به سرعت و به‌راحتی در مقایسه با اصلاح‌نباتات انتخاب شود.
2. در حالی که بخش‌های زیادی از گیاه مانند ساقه، برگ و ریشه قابل خوردن نیستند، میکروب‌های تک‌یاخته می‌توانند به‌طور کامل استفاده شوند. در حالی که بخش‌هایی از بخش خوراکی محصولات کشاورزی غیرقابل هضم است، بسیاری از میکروب‌ها در مقداری بسیار بالاتر قابل هضم هستند.[۹]
3. میکروب‌ها معمولاً حاوی پروتئین در حدود ۳۰ تا ۷۰ درصد هستند که مقداری بسیار بالاتر در جرم‌خشک خود، نسبت به سبزیجات یا غلات است.[۲۶] نمایه اسیدهای آمینهٔ بسیاری از میکروب‌های SCP معمولاً از کیفیت عالی غذایی برخوردارند، که قابل مقایسه با تخم مرغ است.
4. بعضی از میکروب‌ها می‌توانند ویتامین‌ها و مواد مغذی‌ای تولید کنند که موجودات یوکاریوتی مانند گیاهان توانایی تولید آنان یا توانایی تولید مقادیر قابل توجه آنان از جمله ویتامین ب۱۲ را ندارند.
5. میکروب‌ها می‌توانند طیف گسترده‌ای از مواد اولیه را به عنوان منابع کربن از جمله آلکان‌ها، متانول، متان، اتانول و قندها استفاده کنند. آنچه «محصول پسماند» محسوب می‌شود اغلب می‌تواند به عنوان موادمغذی برای میکروب‌های خوراکی مورد استفاده قرار گیرد.
6. مانند گیاهان، میکروب‌های اتوتروف نیز قادر به استفاده از CO۲ هستند. برخی از آن‌ها، مانند باکتری‌ها با مسیر چوب-یونگدال یا چرخه کربس وارونه می‌توانند CO۲ را بین ۲ تا ۳ بار تثبیت کنند،[۲۷] که نشان‌دهنده بازدهی تا ده‌بار بیشتر از گیاهان است[۲۸] همچنین گیاهان دارای اثرات بازدارندگی نوری هستند.
7. برخی از باکتری‌ها، مانند چندین کلستریدیای همواستوژنیک، قادر به انجام تخمیر سینگاس هستند. این بدین معناست که می‌توانند سوخت‌وساز گاز سنتز، که مخلوطی گازی از CO ،H۲ و CO۲ بوده را انجام دهد و می‌تواند توسط فرایند تبدیل به گاز (گازیفیکاسیون) باقیمانده‌های غیرقابل تبدیل پسماندی، مانند لیگنوسلولز تولید شود.
8. بعضی از باکتری‌ها دی‌ازتروفیک هستند، یعنی می‌توانند N۲ را از هوا تثبیت کنند و بنابراین مستقل از کودهای شیمیایی برپایه ازت هستند، که تولید، استفاده و تخریب آنان باعث ایجاد خسارت‌های ناخوشایند به محیط زیست، وخیم‌تر شدن سلامت عمومی و افزایش تغییرات آب‌وهوایی می‌شود.[۲۹]
9. بسیاری از باکتری‌ها می‌توانند H۲ را برای تأمین انرژی، با استفاده از آنزیم‌هایی به نام هیدروژناز استفاده کنند. در حالی که هیدروژنازها معمولاً بسیارحساس به O۲ هستند، برخی از باکتری‌ها قادر به انجام تنفس H۲ وابسته به O۲ هستند. این ویژگی به باکتری‌های اتوتروف اجازه می‌دهد تا در CO۲ بدون نور با سرعت رشد سریع رشد کنند. از آنجا که H۲ می‌تواند توسط الکترولیز آب به‌شکل مؤثری ساخته شود، در سخن، گفته می‌شود که این باکتری‌ها «توسط الکتریسیته تأمین می‌شوند».
10. تولید زیست‌توده میکروبی مستقل از تغییرات فصلی و آب‌وهوایی است، و می‌توان آن را به راحتی از حوادث شدید آب‌وهوایی که انتظار می‌رود با ادامه تغییرات آب‌وهوایی اسباب خرابی محصول شوند، محافظت کرد. میکروب‌های مستقل از نور مانند مخمرها می‌توانند در شب به رشد خود ادامه دهند.
11. کشت میکروب‌ها به‌طور کلی دارای ردپای آب بسیار کمتری نسبت به تولید موادغذایی کشاورزی هستند. در حالی که میانگین اثر جهانی آب آبی-سبز (آبیاری، سطح، زمین و آب باران) محصولات زراعی به دلیل تبخیر، تعرق، زهکشی و رواناب به حدود ۱۸۰۰ لیتر در کیلوگرم محصول می‌رسد.[۶]
12. کشت میکروب‌ها نیازی به خاک حاصلخیز ندارد و بنابراین با کشاورزی رقابت نمی‌کند. به لطف نیاز کم‌آب، کشت SCP حتی می‌تواند در آب‌وهوای خشک با خاک نابارور انجام شود و ممکن است وسیله‌ای برای تأمین موادغذایی بدون خطر در کشورهای خشک فراهم کند.
13. میکروب‌های فتوسنتزی می‌توانند به بازدهی تبدیل انرژی خورشیدی بالاتری نسبت به گیاهان دست یابند، زیرا در فوتوبیوراکتورها می‌توان تأمین آب، CO۲ و توزیع نور متعادل را به دقت کنترل کرد.
14. برخلاف محصولات کشاورزی که به سمت کیفیت مطلوب فرآوری می‌شوند، میکروب‌ها ساده‌تر می‌توانند تولید را به سمت یک کیفیت مطلوب هدایت کنند. به جای استخراج اسیدهای آمینه از لوبیای سویا و دور انداختن نیمی از بدن گیاه در این فرایند، میکروب‌ها می‌توانند به صورت ژنتیکی برای تولید بیش از حد یا حتی ترشح یک اسید آمینه خاص اصلاح شوند. با این حال، برای حفظ استقبال خوب از مصرف‌کننده معمولاً دستیابی به نتایج مشابه با غربال‌گری برای میکروب‌هایی که از پیش دارای ویژگی‌های موردنظر هستند یا عادت‌دادن آن‌ها از طریق سازگاری انتخابی ساده‌تر است.

## معایب
اگرچه SCP ویژگی‌های بسیارجذابی را به‌عنوان یک ماده مغذی برای انسان نشان می‌دهد، اما برخی از مشکلات وجود دارد که مانع از پذیرش آن به‌صورت جهانی می‌شود:
1. میکروب‌های رشدسریع مانند باکتری‌ها و مخمرها غلظت بالایی از اسیدهای نوکلئیک، به‌ویژه RNA دارند. سطوح باید در رژیم‌های حیوانات تک‌معده به بیشینهٔ ۵۰ گرم در روز محدود شود. مصرف ترکیبات پورین ناشی از تجزیه RNA منجر به افزایش سطح اسید اوریک در پلاسمای خون می‌شود که می‌تواند باعث نقرس و سنگ‌کلیه گردد. اسید اوریک را می‌توان به النتوین تبدیل کرد که در ادرار دفع می‌شود. البته ازبین‌بردن اسیدهای نوکلئیک از خوراک دام لازم نیست. نگه‌داشتن دما در °۶۴ سانتی‌گراد باعث غیرفعال شدن پروتئازهای قارچی می‌شود. به این ترتیب، می‌توان این مشکل را برطرف کرد.[۲۶] یک روش معمول شامل یک عملیات حرارتی است که سلول‌ها را از بین می‌برد، پروتئازها را غیرفعال می‌کند و به ریبونوکلئازهای درون‌زا اجازه می‌دهد تا RNA را با رهاسازی نوکلئوتیدها از سلول به مایع کشت، هیدرولیز کنند.[۳۰]
2. مشابه سلول‌های گیاهی، دیواره سلولی برخی میکروب‌ها مانند جلبک‌ها و مخمرها دارای اجزای غیرقابل هضم مانند سلولز هستند. سلول‌های برخی باید شکسته شوند تا فضای داخلی سلول آزاد شده و اجازه هضم کامل فراهم شود.
3. گونه‌ای از SCP رنگ‌ها و طعم‌های ناخوشایندی را به‌وجود می‌آورد.
4. بسته به گونه SCP و شرایط کشت، باید در جلوگیری و کنترل آلودگی دیگر میکروب‌ها دقت کرد زیرا آلاینده‌ها ممکن است سمومی مانند میکوتوکسین‌ها یا سیانوتوکسین‌ها را تولید کنند. یک روش جالب توجه برای رفع این مشکل با قارچ Scytalidium acidophilum که در pH کم مانند ۱ رشد می‌کند، پیشنهاد شد. این امر باعث می‌شود که مواد پسماند کاغذ هیدرولیز شده، به قند تبدیل شود و با هزینهٔ کم شرایط ضدعفونی‌شده ایجاد کند.[۲۴]
5. برخی پروتئین‌های مخمر و قارچ کمبود متیونین دارند.